# فورد تاندربیرد (نسل ششم)
فورد تاندربیرد (نسل ششم) (Ford Thunderbird (sixth generation)) خودرویی است که در سال‌های ۱۹۷۲ تا ۱۹۷۶تولید شده‌است.
طراحی آن به صورت خودروهای موتور جلو-محور عقب بوده است.